# Belinda Granger
Pour les articles homonymes, voir Granger.
Belinda Granger, née le 20 novembre 1970 à Sydney en Australie, est une triathlète professionnelle australienne, multiple vainqueur sur triathlon Ironman et Ironman 70.3

## Biographie
Fille, d'une mère nageuse et un père ingénieur, Belinda Granger suit des cours sur les mouvements humains à l'Université de Sydney.
Elle remporte le Challenge Roth en 2005 et fait trois autres podiums à cette compétition en 2004, 2006 et 2007. Compétition qui fut pour elle un objectif majeur pendant de nombreuses années. Malgré plusieurs participations, elle ne parvient jamais à remporter l'Ironman d'Australie où elle finit souvent deuxième derrière la Canadienne Lisa Bentley, à contrario elle remporte l'Ironman Canada en 2006 et en 2008 sur les terres de la championne canadienne.
Elle prend sa retraite sportive à la fin de l'année 2014 après plus de 20 ans de pratique .

## Palmarès

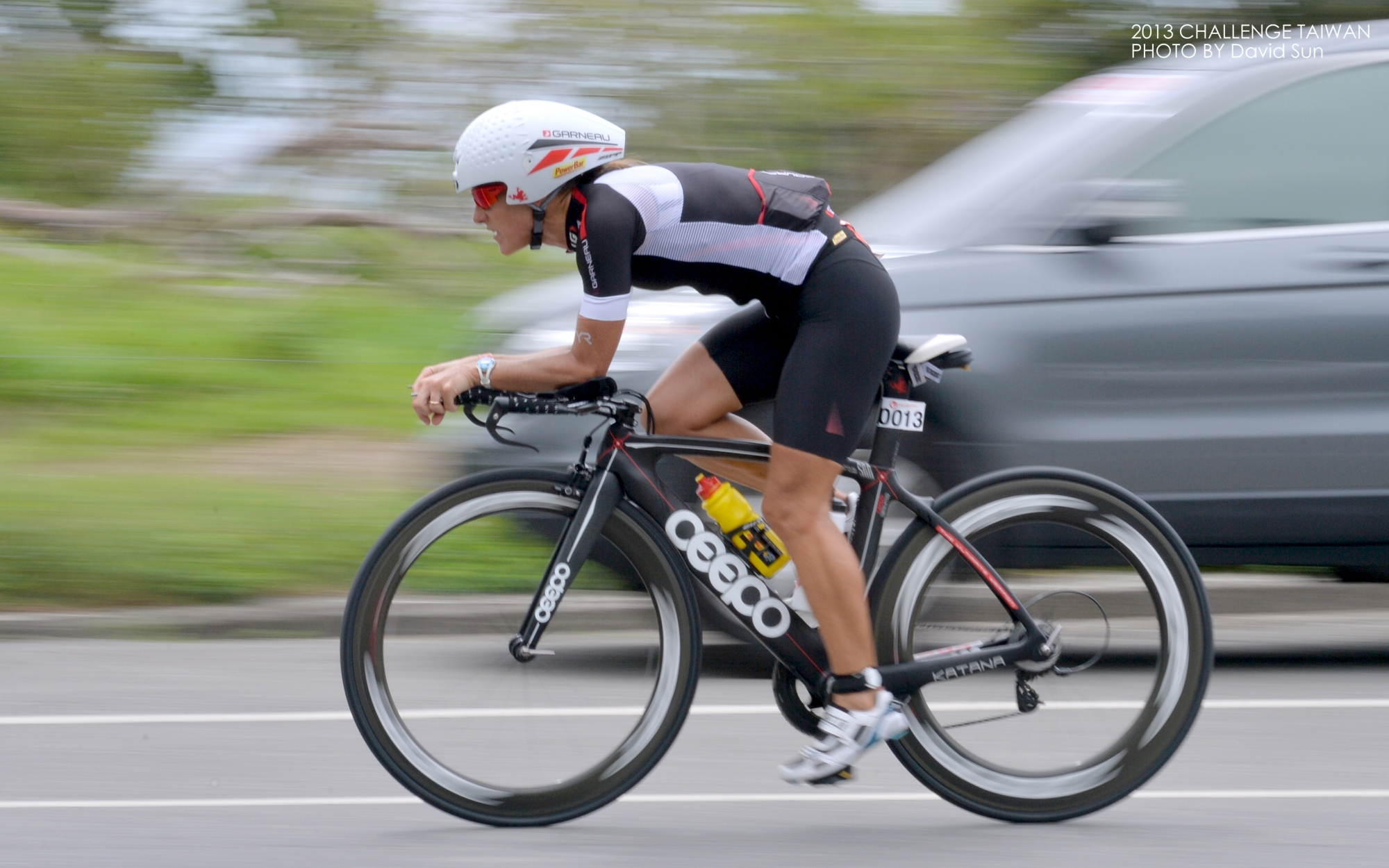
Belinda Granger Challenge Taiwan 2013

Le tableau présente les résultats les plus significatifs (podium) obtenus sur le circuit international de triathlon depuis 2001.
| Année | Compétition              | Pays             | Position           | Temps            |
| ----- | ------------------------ | ---------------- | ------------------ | ---------------- |
| 2013  | Ironman 70.3 Hawaii      | États-Unis       | Médaille d'or      | 4 h 44 min 36 s  |
| 2013  | Challenge Taiwan         | Taïwan           | Médaille d'or      | 9 h 23 min 15 s  |
| 2011  | Ironman 70.3 Tokoname    | Japon            | Médaille d'or      | 4 h 45 min 59 s  |
| 2011  | Ironman 70.3 Philippines | Philippines      | Médaille d'or      | 4 h 26 min 3 s   |
| 2011  | Challenge Wanaka         | Nouvelle-Zélande | Médaille d'or      | 10 h 26 min 27 s |
| 2010  | Ironman Malaisie         | Malaisie         | Médaille d'or      | 9 h 23 min 33 s  |
| 2010  | Ironman 70.3 Hawaii      | États-Unis       | Médaille d'or      | 4 h 34 min 38 s  |
| 2010  | Ironman 70.3 Chine       | Chine            | Médaille d'or      | 4 h 42 min 58 s  |
| 2009  | Ironman Malaisie         | Malaisie         | Médaille d'or      | 9 h 21 min 10 s  |
| 2009  | Ironman 70.3 Hawaii      | États-Unis       | Médaille d'or      | 4 h 33 min 16 s  |
| 2008  | Challenge France         | France           | Médaille d'or      | 4 h 35 min 5 s   |
| 2008  | Ironman Malaisie         | Malaisie         | Médaille d'or      | 9 h 21 min 28 s  |
| 2008  | Ironman Chine            | Chine            | Médaille d'or      | 10 h 8 min 37 s  |
| 2008  | Ironman Canada           | Canada           | Médaille d'or      | 9 h 17 min 58 s  |
| 2007  | Ironman 70.3 Singapour   | Singapour        | Médaille d'or      | 4 h 11 min 33 s  |
| 2007  | Challenge Wanaka         | Nouvelle-Zélande | Médaille d'or      | 9 h 38 min 26 s  |
| 2007  | Ironman USA              | États-Unis       | Médaille d'or      | Timing           |
| 2007  | Challenge Roth           | Allemagne        | Médaille de bronze | Timing           |
| 2006  | Ironman Canada           | Canada           | Médaille d'or      | 9 h 25 min 13 s  |
| 2006  | Challenge Roth           | Allemagne        | Médaille d'argent  | Timing           |
| 2005  | Challenge Roth           | Allemagne        | Médaille d'or      | 9 h 14 min 6 s   |
| 2004  | Challenge Roth           | Allemagne        | Médaille d'argent  | Timing           |
| 2003  | Ironman Corée du Sud     | Corée du Sud     | Médaille d'or      | 9 h 59 min 5 s   |
| 2002  | Ironman Corée du Sud     | Corée du Sud     | Médaille d'or      | 9 h 43 min 56 s  |
| 2001  | Ironman Corée du Sud     | Corée du Sud     | Médaille d'or      | Timing           |